# Cisterna (neuroanatomia)
Na neuroanatomia, uma cisterna (Latim: "caixa") é qualquer abertura no espaço subaracnóideo do cérebro criado por uma separação da aracnóide e da pia-máter. Estes espaços são preenchidos com líquido cefalorraquidiano.
As principais cisternas são:
- Cisterna cerebelomedular ou cisterna magna
- Cisterna pontina ou cisterna pré-pontina
- Cisterna superior ou cisterna ambiens ou cisterna quadrigeminal
- Cisterna basal ou cisterna interpeduncular
- Cisterna quiasmática
- Cisterna pericalosa